# Качелинское сельское поселение
Качелинское се́льское поселе́ние — муниципальное образование в Арском районе Татарстана Российской Федерации.
Административный центр — село Качелино.

## История
Статус и границы сельского поселения установлены Законом Республики Татарстан от 31 января 2005 года № 7-ЗРТ «Об установлении границ территорий и статусе муниципального образования "Арский муниципальный район" и муниципальных образований в его составе».

## Население
| 2010  | 2011  | 2012  | 2013  | 2014  | 2015  | 2016  |
| ----- | ----- | ----- | ----- | ----- | ----- | ----- |
| 1140  | ↘1139 | ↘1136 | ↘1120 | ↘1110 | ↗1125 | ↘1123 |
| 2017  | 2018  |       |       |       |       |       |
| ↗1127 | ↘1100 |       |       |       |       |       |

## Состав сельского поселения
| № | Населённый пункт | Тип населённого пункта       | Население |
| - | ---------------- | ---------------------------- | --------- |
| 1 | Абзябар          | деревня                      |           |
| 2 | Качелино         | село, административный центр |           |
| 3 | Кишметьево       | село                         |           |
| 4 | Чулпаново        | село                         |           |
| 5 | Якты-Кен         | деревня                      |           |